# 6.5×57mm Mauser
El 6.5 × 57 mm Mauser (designado 6,5 × 57 por el CIP )  es un cartucho de rifle de fuego central con cuello de botella sin anillo, que se carga con pólvora sin humo,el cual fue desarrollado por Paul Mauser e introducido al mercado en 1893-1894.

## Diseño
El Mauser de 6,5 × 57 mm fue diseñado e introducido por Mauser en 1893 o 1894 como cartucho metálico para uso deportivo. Su diseño parte del casquillo del 7×57 mm Mauser, al que se le ajustó el cuello para alojar un proyectil de 6.5mm.  Debido al alto reconocimiento de 7.92 mm Patrone 88, el presunto casquillo padre del 7 × 57 mm, esta munición se comercializó como M88/57/6.5 mit und ohne Rand en la década de 1920.
El Mauser de 6.5 × 57 mm no fue usado como cartucho militar, pero influyó en el diseño de varios cartuchos militares de 6.5 mm como el 6.5×58 mm Vergueiro . Posteriormente, se crearon varios cartuchos no comerciales a partir del casquillo del 7×57 mm Mauser, con balas de calibre casi idéntico; un famoso ejemplo es el .257 Roberts. El .256 Gibbs Magnum se desarrolló reduciendo el cuello del Mauser de 6.5×57 mm en 2 milímetros
Un usuario famoso del Mauser de 6.5×57 mm fue Pete Pearson, quién usó un rifle de este calibre para cazar en África. Pearson solía usar su rifle doble calibre Nitro Express .577 para cazar animales peligrosos, pero en ocasiones usó también el Mauser de 6.5 × 57 mm para cazar animales peligrosos, incluyendo elefantes .
El CIP clasifica la presión estándar máxima para este calibre 6,5 x 57 en Pmax = 3900 bar </ref>

## Variante con borde Mauser de 6,5 × 57 mmR
El 6.5 × 57 mmR (designado como 6,5 × 57 R por el CIP )  es una variante con borde del Mauser de 6,5 × 57 mm. La variante con borde fue diseñada para rifles cañón basculante o Break-Open y es casi idéntica a la variante sin borde, excepto por el borde y una presión piezoeléctrica P max significativamente más baja.    Después de la Segunda Guerra Mundial, uno de los tipos de armas de fuego de caza alemanas que generó interés entre los soldados fueron las armas de fuego de varios cañones utilizadas como herramientas de caza flexibles. Estas armas combinadas todo en uno, como la perforación M30 Luftwaffe, tendrían una combinación de múltiples cañones en calibres de rifle y calibres de escopeta para brindar esa flexibilidad al cazador. Las armas de fuego "Drilling" de tres cañones y "Vierling" de cuatro cañones pueden tener al menos un cañón de rifle con una recámara de 6,5x57 mmR, según la ley alemana, que era el calibre mínimo para cazar ciervos rojos y era bastante capaz para la mayoría de los demás juegos europeos. Pero debido al mecanismo de acción Break en el que se bloquearía la recámara del arma de fuego, se usaría un cartucho con montura de potencia reducida. CIP califica esta variante con borde 6,5 x 57 R en Pmax = 3300 bar,  600 bar menos que el cartucho original sin borde.